# Thymoites melloleitaoni
Thymoites melloleitaoni es una especie de araña araneomorfa del género Thymoites, familia Theridiidae. Fue descrita científicamente por Bristowe en 1938.
Habita en Brasil.